# 1. Göppinger Sportverein 1895
Il 1. Göppinger Sportverein 1895 e. V., meglio conosciuto come 1. Göppinger SV, è una società di calcio tedesca, con sede a Göppingen.

## Storia
Il club venne fondato il 13 ottobre 1905 come 1.Göppinger FV 1905. Nel 1912 assorbe il Heppenser BSV.
Il 24 aprile 1920 si fonde con l'Athletiksportverein Göppingen 1895, società di pugilato e sollevamento pesi, divenendo 1. Göppinger SV 1895.
Negli anni '30 e '40 la squadra vive il periodo di maggiore successo, giocando nella Gauliga Württemberg, che vincerà nella stagione 1943-1944, accedendo alla fase nazionale del campionato tedesco. 
Il club di Göppingen fu però eliminato al primo turno dalla rappresentativa di Saarbrücken del Kriegsspielgemeinschaft Saarbrücken, formato dalla temporanea unione del Saarbrücken e Altenkessel.
Dopo la seconda guerra mondiale il club non riuscì più ad emergere a grandi livelli, rimanendo a militare nei campionati inferiori tedeschi.